# Биковиці
Биковиці (пол. Bykowice, нім. Beigwitz) — село в Польщі, у гміні Пакославиці Ниського повіту Опольського воєводства.
Населення — 113 осіб (2011).

## Демографія
Демографічна структура станом на 31 березня 2011 року:
|          | Загалом | Допрацездатний вік | Працездатний вік | Постпрацездатний вік |
| -------- | ------- | ------------------ | ---------------- | -------------------- |
| Чоловіки | 57      | 9                  | 41               | 7                    |
| Жінки    | 56      | 4                  | 37               | 15                   |
| Разом    | 113     | 13                 | 78               | 22                   |